# Centre hospitalier de Rochefort
 (janvier 2017).
Si vous disposez d'ouvrages ou d'articles de référence ou si vous connaissez des sites web de qualité traitant du thème abordé ici, merci de compléter l'article en donnant les références utiles à sa vérifiabilité et en les liant à la section « Notes et références ».
Le centre hospitalier de Rochefort est un hôpital français situé à Rochefort sur Mer, dans le département de la Charente-Maritime.
"
Depuis fin octobre 2013, ses services ont été regroupés sur un même site, dans la zone artisanale "Béligon" ; l’Hôpital, le Centre de Réadaptation et de Gérontologie et la Résidence pour Personnes Âgées.
Construit de 2006 à 2011, le nouveau centre hospitalier a ouvert ses portes le 7 mars 2011. Il a remplacé le centre hospitalier "Saint-Charles" situé en centre-ville devenu trop vétuste et obsolète. Après déménagements, l'ensemble des services sont opérationnels depuis le 27 mars 2011.

## Historique
Jadis, le premier hôpital civil de Rochefort, nommé "Saint-Charles", date de 1733 grâce à l’abbé Charles Jouvenon, curé de l'Église Saint-Louis de Rochefort. Situé dans deux maisons au Nord-Ouest de la ville, il ne comprennait à l'origine que quatre lits à deux places. Vers 1750, il sera agrandi et pourra accueillir 45 lits supplémentaires. Il sera de nouveau agrandi en 1766 et 1801. 
Un autre hôpital, comportant une école de médecine, de chirurgie, de pharmacie et d'infirmerie, appelé hôpital de la Marine, sera construit pour la Marine royale en 1783. Il ne fera pas partie du Centre hospitalier de la ville. Il sera fermé après avoir été longtemps désaffecté en 1985.
En 1852, en raison de sa vétusté et de sa capacité d'accueil insuffisante, le maire de Rochefort et son conseil municipal proposent de reconstruire l'hôpital civil. Les travaux débutent le 12 avril 1853 et une maternité est également construite.
En 1856, le bloc chirurgical est réaménagé. 
Une dizaine d'années plus tard, une décision ministérielle prévoit de supprimer les dortoirs dans les hôpitaux français avant L'An 1962 et en raison d'un rapport alarmant sur la vétusté des lieux et les dégâts causés par une invasion de termites à l’intérieur des bâtiments élevés en 1853, il est décidé de reconstruire l'hôpital sur le même site.
En 1972, le nouvel hôpital Saint-Charles est inauguré. Cet hôpital est actuellement le bâtiment le plus haut de la ville. 

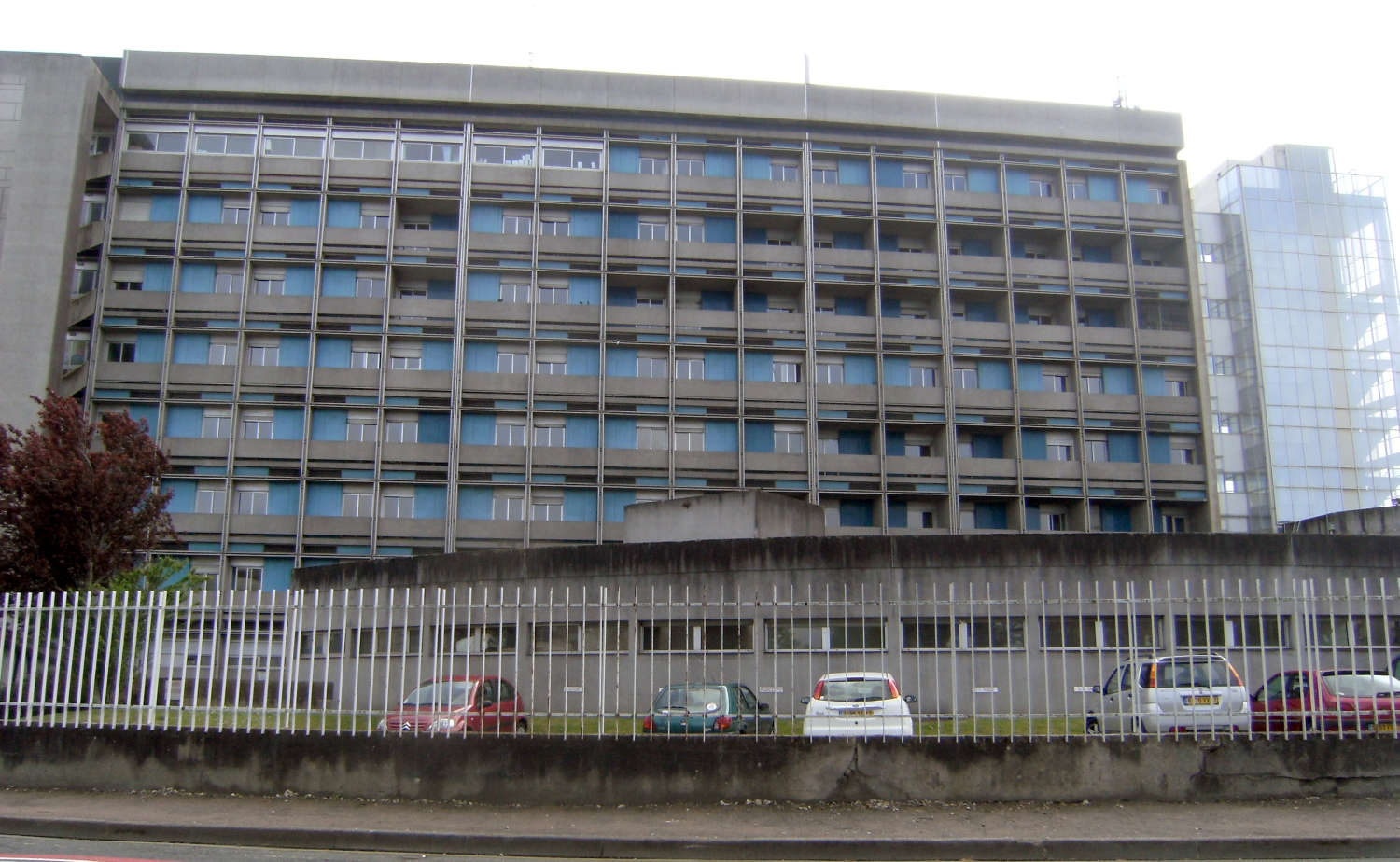
L'ancien hôpital "Saint-Charles" encore en activité en 2010.
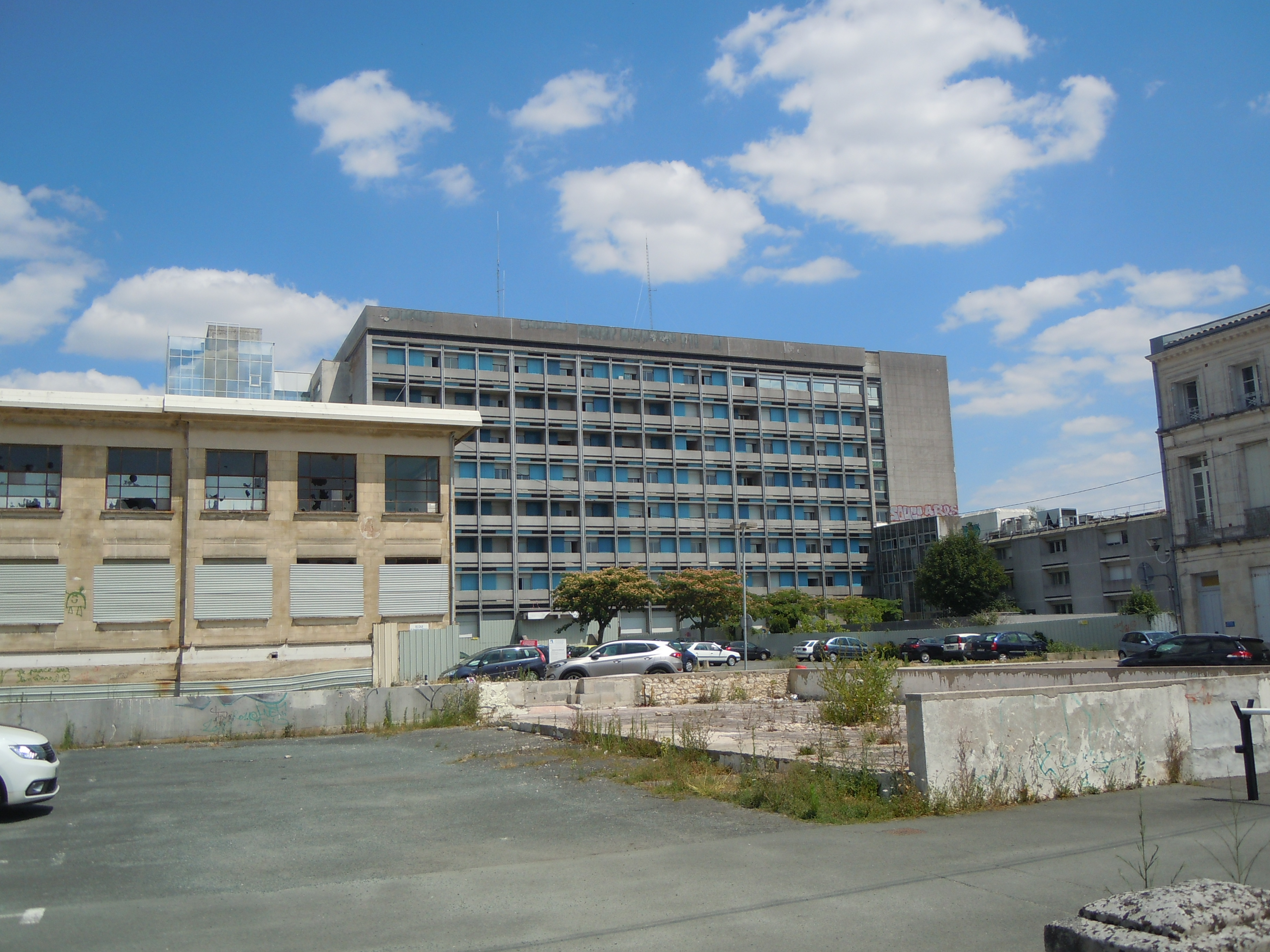
L'hôpital ""Saint-Charles" en 2018 désaffecté, en attente de sa future réaffectation.

En 2003, le ministère de la Santé décide de la reconstruction de l'hôpital de Rochefort sur Mer, dans le cadre du plan « Hôpital 2007 »
qui concerne notamment la rénovation du patrimoine hospitalier français.
En septembre 2006, débutent les terrassements et les premiers travaux de construction du nouvel hôpital sur le site de "Béligon", au Nord/Ouest  de la ville.

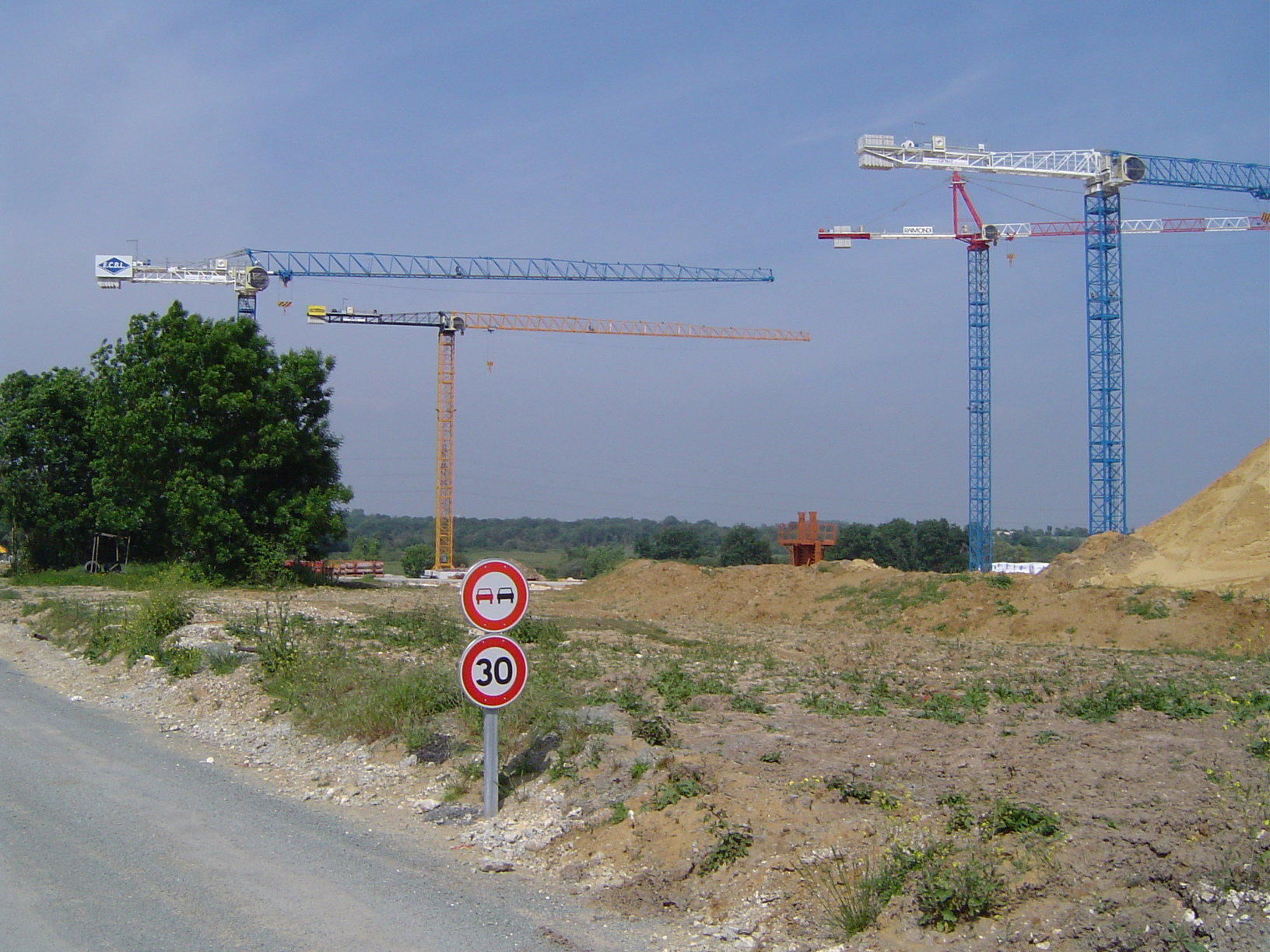
Travaux sur le site de Béligon en 2007.
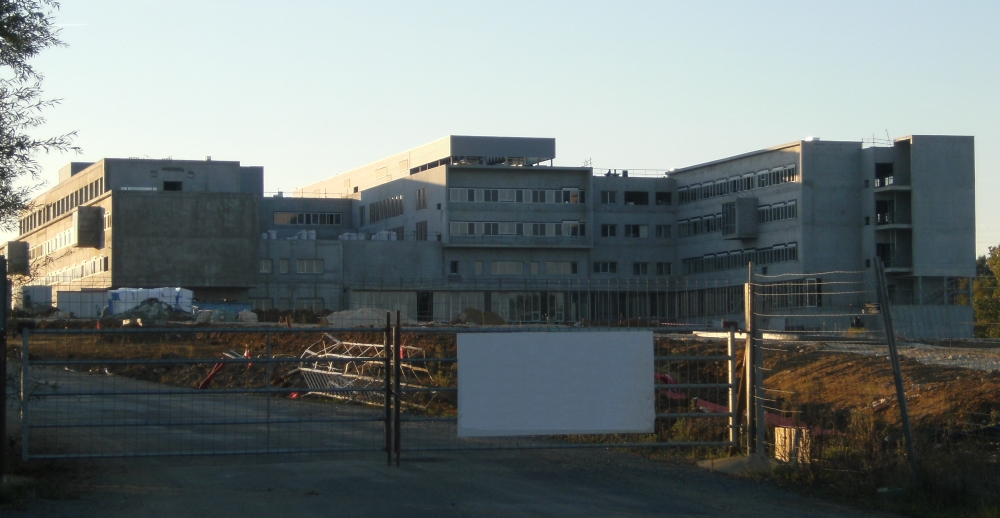
Nouvel hôpital en construction sur le site de Béligon 2008.

Le 7 mars 2011, le nouveau centre hospitalier est inauguré et peut accueillir les premiers patients.
Le 27 mars 2011, l'ensemble des services du Centre hospitalier "Saint-Charles" déménagent sur le nouveau site. L'avenir de l'ancien site hospitalier est pour l'instant incertain et un débat entre la population et les pouvoirs publics est prévu pour son futur développement.

## Sites hospitaliers actuels
Depuis fin mars 2011, les services du centre hospitalier de Rochefort sur Mer comporte :
- Le Centre Hospitalier, situé près de la zone artisanale "Béligon" au Nord de la ville, qui remplace l'ancien centre hospitalier "Saint-Charles", situé en centre-ville de Rochefort. Ce site accueille également : une crèche de 45 enfants, une maison de retraite, un bâtiment de santé publique et d'urgences, deux parcs de stationnement de 200 places pour le public, et 400 places pour le personnel et une plate-forme hélisurface à 20 mètres au Nord pour accueillir des hélicoptères de la Sécurité Civile française et les Urgences.
- Le centre de gérontologie qui se trouvait auparavant dans le centre-ville de Rochefort sur Mer, au niveau du quartier de  "Chante Alouette".

## Services hospitaliers et administratifs
Le Centre hospitalier est organisé en six services médicaux et quatre administrations:
- Service de médecine
- Service des chirurgies et d’hépato-gastro-entérologie,
- Service d’activités de cardiologie, de pneumologie, d’urgences et de consultations,
- Service pour la femme-enfant,
- Service du plateau technique chirurgical,
- Service de gérontologie clinique,
- Administration des ressources humaines,
- Administration des ressources matérielles et logistiques
- Administration des ressources financières et activité
- Administration pour la qualité des soins, risques et usagers

## Directions et sous directions administratives
Le centre hospitalier est dirigé par un directeur général qui n'est pas un médecin mais un manager, et dix autres directions administratives, dont une pour les soins:
- Direction générale, Pierrick Dieumegard
- Cellule Communication
- Direction des affaires financières
- Direction du système d'information
- Direction des achats
- Direction de la Qualité et de la Gestion des Risques
- Direction de la Logistique
- Direction des Services Techniques
- Direction chargé de la gestion du Centre de Gérontologie
- Direction des ressources humaines et affaires médicales
- Direction des Soins

## Capacités d'accueil
La capacité d'accueil correspond au nombre de lits disponibles sur l'ensemble du site de Béligon
- Service des urgences, médico-technique et ambulatoire : 57 lits
- Service de médecine externe : 75 lits
- Service des chirurgies et d’hépato-gastro-entérologie : 75 lits
- Service pour la femme et l'enfant : 50 lits
- Plateau technique chirurgical : 13 lits
  - Le nouveau "Centre Hospitalier de Béligon" dispose ainsi en tout de 270 lits, dont une majorité en chambres individuelles avec salle de bains privative.
- Service de Gérontologie clinique : 227 lits
- Hôpital de jour gériatrique : 5 lits
  - Le Centre de Gérontologie dispose ainsi en tout de 232 lits.

## Nouveautés
- Le nouveau Centre hospitalier possède une IRM contrairement au site Saint-Charles.
- Depuis 2018, le service d'IRM a été agrandi en prenant du terrain sur le parvis de l'hôpital.
- Un bâtiment commercial de 3 niveaux a été construit à 100 mètres à l'Est de l'hôpital à proximité de l'entrée du site hospitalier, il accueille plusieurs commerces : boulangerie, restaurant... et des bureaux.

## Chiffres clés
En 2008, l'ancien site hospitalier "Saint-Charles" avait accueilli 24 282 patients et le Centre de Gérontologie 915 patients.

## Situation géographique et accès
Le terrain est situé du marais de Rochefort au Nord et l'Est et de la zone artisanale de Béligon au Sud. L'entrée du public s'effectue par le nouveau rond-point giratoire qui a dû être construit sur la départementale N°5, en direction de Loire-les-Marais. 
En voiture, le nouveau site est situé à :
- 1 minute de l'autoroute A837 (sortie  32) sur l'axe La Rochelle-Bordeaux ;
- 3 minutes de la gare SNCF de Rochefort ;
- 5 minutes du centre-ville de Rochefort et de Tonnay-Charente ;
- 10 minutes de Fouras et Échillais.

Le site hospitalier est desservi par autobus de la ligne B (du lundi au samedi) et la ligne J (le dimanche et jour fériés, des vacances de printemps aux vacances d'automne), du réseau de transports en commun de l'agglomération R'bus.